# Nephrotoma koreana
Nephrotoma koreana är en tvåvingeart som beskrevs av Tangelder 1984. Nephrotoma koreana ingår i släktet Nephrotoma och familjen storharkrankar. Inga underarter finns listade i Catalogue of Life.